# 1571 Cesco
Az 1571 Cesco (ideiglenes jelöléssel 1950 FJ) a Naprendszer kisbolygóövében található aszteroida. Miguel Itzigsohn fedezte fel 1950. március 20-án.